# Vetenskaplig teori
En vetenskaplig teori är ett system av definitioner, påståenden (teser), antaganden och/eller modeller som tillsammans ger en möjlig förklaring till ett observerat fenomen och ger upphov till testbara prediktioner.  
Den måste kunna: 
1. observeras.
2. bekräftas genom upprepade experiment.
3. ha förutsägbara resultat.

I motsats till teori i dagligt tal används ordet inom vetenskap inte som en nära synonym till ordet "gissning". En teori är tvärtom den starkaste sannolikhetsgrad som kan nås inom vetenskapen. 
En vetenskaplig teori skiljer sig från en vetenskaplig hypotes som också är en föreslagen och testbar förklaring men ännu inte har testats rigoröst.
En teori behöver inte ge en exakt och komplett beskrivning av verkligheten, utan kan vara giltig på en viss abstraktions- eller organisationsnivå, och kan vara en god approximation endast under vissa förutsättning, exempelvis att vissa idealiseringar och generaliseringar görs.

## Exempel
Exempel på kända naturvetenskapliga teorier: 
- Big bang-teorin
- Darwins evolutionsteori
- Einsteins allmänna och speciella relativitetsteorier
- Gravitationsteorin.
- Cellteorin

Exempel på teorier inom human- och samhällsvetenskap:
- Fyrkällsteorin (religionsvetenskap)
- Utvecklingsteori (samhällsvetenskap)